# Vaughn Ross
Vaughn Ross (4 de septiembre de 1971 – 18 de julio de 2013) fue un reo ejecutado en Texas por el doble asesinato de Douglas Birdsall, de 53 años, y la hermana de su novia Viola Ross McVade, de 18 años, en el Condado de Lubbock, Texas, Estados Unidos.

## Hechos
Viola McVade era la hermana de la novia de Ross. Douglas Birdsall había sido el decano en la biblioteca de la Universidad de Texas Tech. Ross disparó a ambas víctimas. Más tarde ese mismo día, un ciclista de montaña se encontró con la escena del crimen y encontró los cuerpos de Douglas y Viola en un automóvil. El ADN que se encontró en un guante de látex encontrado en el auto de Birdsall y una sudadera encontrada en el apartamento de Ross eran las dos cosas que vinculaban Ross en el doble asesinato. El 1 de octubre de 2002 Ross fue declarado culpable y condenado a muerte por inyección letal por un jurado.

## Repercusiones y ejecución
Ross recibió atención en Suecia después de que él aceptó ser parte durante una semana del tema especial sobre la pena de muerte en el periódico sueco Aftonbladet. Aftonbladet cubrió su caso y su última semana con vida antes de su ejecución e informó en vivo el día de la ejecución.
Ross dejó una declaración final antes de ser ejecutado con una inyección letal el 18 de julio de 2013, la cual fue revelada en Aftonbladet por la reportera Carina Bergfeldt.